# Isten országa
Isten országa (görög Βασιλεία τοῦ Θεοῦ baszileia tú theú; jelentése: Isten uralma, Isten királysága) a bibliai teológia egyik központi fogalma. Isten országa dinamikus fogalom, amely az Újszövetségben csak Jézus szájából hangzik el. Az újszövetségi görög kifejezés (Isten királyi uralma) a héber malkut Jahve kifejezésből származik. Ez pedig az ószövetségi akklamáció (Jahve a király) absztrakt fogalommá való változtatása.
Az Újszövetségben az Isten országa kifejezés több síkon mozog: legtöbbször a jövőre vonatkozik, olykor viszont mintha már jelen lenne.

## Ószövetség
Az Ótestamentumban az izraeliták a honfoglalás és letelepedés után kezdték Jahvét úgy emlegetni, mint Izráel királyát, majd a monarchia idejétől az izraeli királyság lesz egyenlő Isten országával. A király Jahve királyságát kapja meg ezért Jahve törvényeit be kell tartania és a néppel el kell ismertetnie.
A királyság összeomlása után, a Babiloni fogságban egy olyan Isten országa kép rajzolódik ki, amely a távoli jövőben kiterjed majd a Föld határáig, de amelynek Jeruzsálem lesz a központja, ahova mindenhonnan jönnek az emberek, hogy imádják Jahvét, a királyt. A jövő Isten országának a megteremtője a Messiás. 

## Újszövetség
Az Újtestamentum úgy beszél Isten országáról, mint amely Keresztelő János fellépésével elközelgett Jézus Krisztussal pedig elérkezett, az emberek között van, kiteljesedése azonban csak a világ végén, az utolsó ítélet után következik be, ezért imádkozni kell az eljöveteléért.
Jézus nem volt rendszerező teológus, csak azt tárgyalja hogyan lehet bejutni az Isten országába, de tartózkodott attól, hogy meghatározza annak jellegét.
Isten országa elsősorban az alázatosaké, az ártatlanoké (a gyermekekhez hasonlóké) és a szegényeké(ld. egyszerűség), a gazdagok csak igen nehezen lehetnek részesei. Aki be akar lépni az Isten országába, annak újjá kell születnie és Isten akaratát kell teljesítenie.
Máté az Isten országa fogalmát a "mennyek országa" kifejezéssel írja körül, anélkül, hogy ezzel Isten uralmának várását valamilyen túlvilágba plántálná.  Isten országának kérdése az egész Újszövetségben csak a szinoptikus evangéliumokban játszik nagy szerepet, János evangéliumából szinte teljesen hiányzik. A helyenként említett "Krisztus országa" nem azonos Isten uralmával. 

## Kereszténység
A krisztológiában azt mondják, Jézus Krisztus a maga személyében Isten országa. Az ekkléziológiában az egyházat tekintik Isten országának, vagy legalábbis Isten országának itt a Földön. Az eszkatológiában Isten uralmának megvalósulását az e világon túl, a mennyországban vagy az újjáteremtett Földön látják.
Amikor Szt. Ágoston a hívők elé festette a jó és gonosz birodalmának harcát, akkor a jó birodalmán nem a Bibliában meghirdetett Isten országát értette, hanem Krisztusnak az egyházban megvalósult uralmát. Az eszkatológiai elgondolás pedig Fiorei Joachim (†1202) és Aquinói Szt Tamásnál érvényesült, bár Tamásnál megjelent Isten országa spirituális-benső jelenlétének a gondolata is (a hívők igazságossága, békéje és öröme formájában). Éppígy bensőleg képzelte el Luther Márton is a két birodalom tanában. Kálvin álláspontja szerint viszont lehetőség van arra, hogy Isten uralmát a világi társadalmak ellenében már itt a Földön érvényesítsük.
Tekintettel arra, hogy nincs általános egyetértés az Isten országa vagy királysága kifejezés értelmezésében, jelentős sokféleség létezik a keresztény felekezetek értelmezésében és a hozzá kapcsolódó eszkatológiában.

### Katolikusok
A katolikus egyház katekizmusa azt tanítja, hogy Isten eljövendő uralma a szeretet, a béke és az igazságosság birodalma lesz. A végső diadal azonban csak akkor következik be, amikor Krisztus az idők végén visszatér a földre. Ezután uralkodni Krisztussal örökké mindazok, akiket igaznak ítélnek meg.

### Jehova Tanúi
A Jehova Tanúi úgy vélik, hogy Isten királysága a központi témája a Bibliának.
Azt mondják, hogy ez egy tényleges kormányzat, amelyet Isten állított fel a mennyben, és amely a Földön is uralkodik majd, miután az Armageddon minden emberi kormányzatot megszüntet. Nézetük szerint Jézus 1914-ben kezdett uralkodni Isten égi királyságának királyaként.